# نوکیا ۷ پلاس
نوکیا ۷ پلاس یک گوشی میان رده از شرکت نوکیا است که توسط شرکت اچ‌ام‌دی گلوبال تولید و عرضه شده‌است این گوشی در تاریخ ۲۵ فوریه ۲۰۱۸ معرفی شده و نسخه جهانی گوشی نوکیا ۷ است که انحصارا در چین تولید و عرضه شده‌است.

## مشخصات
نوکیا ۷ پلاس یکی از جذاب‌ترین گوشی‌های تولیدشده توسط اچ‌ام‌دی گلوبال است. ظاهراً مدیران این شرکت فنلاندی با وجود ورود دیرتر به بازار گوشی‌های هوشمند، قواعد بازی را به خوبی فرا گرفته‌اند. ۷ پلاس شاید طراحی بدون حاشیه، پردازنده ی قدرتمند و دوربین عالی مشابه با پرچمداران سال ۲۰۱۸ دنیای موبایل را نداشته باشد، اما محصولی است با مشخصه‌هایی بسیار خوب و کاملاً کافی.

### نرم‌افزار
این گوشی جزو گوشی‌های اندروید وان است که مانند دیگر گوشیهای نوکیا نسخه خالص اندروید را اجرا می‌کند این گوشی در ابتدا با اندروید ۸ عرضه شد ولی به نسخه‌های ۸٫۱، ۹ و ۱۰ نیز آپدیت گردید.

### سخت‌افزار
این گوشی دارای یک پردازنده ۸ هسته‌ای از نوع کوالکام اسنپ‌دراگون ۶۶۰ است. نوکیا ۷ پلاس دارای دو مدل با ۴ و ۶ گیگابایت رم و ۶۴ گیگابایت حافظه ذخیره‌سازی است. همچنین این گوشی دارای یک صفحه نمایش از نوع IPS LCD است که اندازه آن ۶ اینچ و نسبت تصویر آن ۱۸ به ۹ می‌باشد. این گوشی دومین گوشی نوکیا بعد از نوکیا ۸ است که دارای دو دوربین در پشت است که ۱۲ و ۱۳ مگاپیکسل هستند و دوربین سلفی آن نیز ۱۶ مگاپیکسل می‌باشد. همچنین باتری این گوشی ۳۸۰۰ میلی‌آمپر ساعتی است.